# 中日ドラゴンズ (ファーム)
中日ドラゴンズ（ちゅうにちドラゴンズ、Chunichi Dragons）のファームは、日本のプロ野球球団・中日ドラゴンズの下部組織として設置されている二軍のチームである。ウエスタン・リーグ所属。

## 歴代本拠地
- 1951年? - 1953年?：鳴海球場
- 1954年 - 1955年?：静岡県草薙総合運動場硬式野球場
- 1959年? - 1980年ごろ：大幸球場
- 1987年ごろ - 1999年ごろ：名鉄阿久比グラウンド（阿久比町）
- 1999年 - ：ナゴヤ球場

## 歴史・概要
創設年度は不明であるが、1951年3月21日に阪神甲子園球場で行われたセ・リーグ開幕戦、大阪タイガース対名古屋ドラゴンズ戦の前座試合を両チームの二軍で行い、1-1で引き分けたことが当時のスポーツニッポン記事より確認される。愛知県愛知郡鳴海町（現在の名古屋市緑区）にあった鳴海球場を主たる拠点として1952年、関西ファーム・リーグに参加。翌1953年に名古屋鉄道が球団経営から撤退したことに伴う一軍の改称に合わせ、中日ドラゴンズへ改称。
1954年、洋松ジュニアロビンスと共に関西ファーム・リーグを脱退し、新日本リーグに参加。球団名を中日ダイアモンズに改める。この際、同リーグでは一軍のフランチャイズと別に本拠地を置くことが決まり、静岡市の草薙球場を本拠に定める。しかし、同時期に球団の練習拠点及び合宿所は鳴海から中日スタヂアム（現在のナゴヤ球場）へ移り、試合開催も静岡から名古屋市東区の大幸球場が中心となった。
1955年に関西ファーム・リーグが再編されて成立したウエスタン・リーグに参加、1956年より球団名を一軍と同じ中日ドラゴンズへ再び改称。1981年に大幸球場が閉鎖された後は1987年より名鉄阿久比グラウンドを本拠としていたが、1997年にナゴヤドームが開場したことに伴い、それまでの一軍本拠地・ナゴヤ球場を1998年にナゴヤドームと同じサイズへ改修した後、1999年より本拠地を移転し現在に至る。ナゴヤ球場では3塁側スタンド裏に合宿所・室内練習場がある事からそちらに近い3塁側のベンチを利用しているが、ナゴヤドームなどそれ以外の開催球場では従来通り、1塁側ベンチを使用する。
2024年にくふうハヤテベンチャーズ静岡が活動を開始するまで、ウエスタン・リーグとしては最東端にあるチームだった。
2025年1月6日、ナゴヤ球場に代わる新球場の建設計画を球団社長の吉川克也が明らかにした。

## 沿革
- 1951年 遅くともこの頃までには名古屋ドラゴンズ二軍として結成
- 1952年 関西ファーム・リーグに参加
- 1953年 中日ドラゴンズに改称
- 1954年 関西ファーム・リーグを脱退、中日ダイアモンズに改称し新日本リーグへ参加。静岡市を本拠とする
- 1955年 ウエスタン・リーグに参加
- 1956年 再び中日ドラゴンズに改称
- 1999年 ナゴヤ球場へ本拠地を移転
- 2006年 岐阜県で毎年行われているJABAベーブルース杯争奪大会（通称：ベーブルース杯）に第60回大会から唯一プロとして参加する。
- 2009年 地元・東海地方の社会人野球チーム・JR東海硬式野球部と岐阜・長良川球場で決勝戦を戦い、4対1で勝利しベーブルース杯初優勝となる。プロチームが社会人野球（日本野球連盟=JABA）主管の公式戦で優勝したのは広島東洋カープ (ファーム)がJABA広島大会（過去4回優勝）以来で、広島以外のチームが優勝するのも史上初のことだった。
- 2009年9月9日 ナゴヤドームで萩本欽一が監督を務める社会人野球チーム茨城ゴールデンゴールズと試合を行った。これは同年4月22日に中日スポーツ創刊55周年のお祝いに中日新聞社を訪れた萩本が当時の球団オーナーである白井文吾と会って計画を持ちかけたことにより、計画された[2]。当日は試合自体が公式戦でないため、試合中は萩本がいつものように場内マイクを使ったパフォーマンスが見られたほか、ヘルメットを被る事を条件に、事前募集により当選した一般客が1・3塁側のカメラ席で観戦するという企画も催された[3]。試合は茨城ゴールデンゴールズが1点を先制するも、中日が3点を奪って逆転。そのまま5対1で中日が勝利した[4]。また当日は試合の模様が三重テレビの自社制作で生中継され、試合が早く終了したこともあり、通常のヒーローインタビューに加え、萩本の要請により、敗戦者インタビュー（?）も実施された。
- 2010年 社会人野球ベーブルース杯に連覇（但し、この年から同大会優勝チームに与えられる「社会人野球日本選手権大会」の出場権は規定により得られず、2位の西濃運輸硬式野球部が属する東海地方の出場枠が1つ拡大する）

## タイトル
- ウエスタン・リーグ優勝16回
- ファーム日本選手権優勝6回（1990年、2000年、2004年、2007年、2009年、2011年）
- ベーブルース杯優勝2回（2009年、2010年）

## 歴代監督
監督職空席時の監督職に準ずる役職を含む
- 1951年 - 1955年：宮坂達雄（第1次）
- 1956年 - 1958年：近藤貞雄
- 1959年：宮坂達雄（第2次）
- 1960年：濃人渉
- 1961年 - 1962年：井戸大樹
- 1963年 - 1966年：杉山悟（第1次）
- 1967年：坪内道典
- 1968年 - 1972年：本多逸郎 [※ 1]
- 1973年 - 1975年：村野力男[※ 2]
- 1976年：森下整鎮
- 1977年：服部受弘
- 1978年：井上登
- 1979年 - 1980年：杉山悟（第2次）
- 1981年：井手峻（第1次）[※ 3]
- 1982年 - 1983年：法元英明[※ 3]
- 1984年 - 1985年：高木守道
- 1986年：井手峻（第2次）
- 1987年 - 1989年：岡田英津也
- 1990年 - 1992年：福田功
- 1993年 - 1994年：島谷金二
- 1995年：島野育夫[※ 4]
- 1996年 - 1997年：正岡真二
- 1998年 - 2001年：仁村徹（第1次）
- 2002年 - 2003年：大橋穣[※ 5]
- 2004年 - 2006年：佐藤道郎
- 2007年 - 2009年：辻発彦
- 2010年：川相昌弘
- 2011年：井上一樹（第1次）
- 2012年 - 2013年：鈴木孝政
- 2014年 - 2015年：佐伯貴弘
- 2016年 - 2019年：小笠原道大
- 2020年 - 2021年：仁村徹（第2次）
- 2022年 - 2023年：片岡篤史
- 2024年：井上一樹（第2次）
- 2025年 - ：落合英二

1. ↑  1968年の肩書きはチーフコーチ。その後、シーズン途中で一軍代理監督に転任。1969年 - 1970年の肩書きはヘッドコーチ。1971年 - 1972年は役職名不明。
2. ↑  1973年 - 1974年の肩書きはチーフコーチ。1975年は役職名不明。
3. 1 2  肩書きはチーフコーチ。
4. ↑  シーズン途中で一軍代理監督に転任。
5. ↑  一旦は島野育夫の就任が内定していたが、阪神タイガースに移籍した前一軍監督の星野仙一の要請により、阪神にヘッドコーチとして移籍したため、大橋が急遽就任。

## 放送・配信
- スターキャットなど東海3県下のケーブルテレビ局（2007年度 - 。ナゴヤ球場・ナゴヤドームで行われる試合を中心に年間数試合中継）実際の制作は東海テレビプロダクション

解説は東海テレビと東海ラジオ専属の者が務める。ちなみに第1回目のナゴヤ球場で行われた試合中継の解説者は、当時昇竜館・館長で元中日選手の堂上照だった。スターキャットは自社のコミュニティチャンネル、他のケーブルテレビは東海ケーブルチャンネルを通じて放送している。
- スカイA（2012 - 13年度 。対阪神戦のみ、録画放送あり。
  - 上記と体制は同じで共同制作扱いとなるが、スカイ・A（阪神）側からはマスターがある大阪へ映像・音声を伝送するための衛星中継車（親会社のABCが保有）と野球解説者（主に上田二朗）の派遣にとどまっている。
  - 2013年はファーム交流戦の対巨人戦の中継も実施した。

- ドラゴンズライブTV（2014年度 - 。）
  - 最上記の中継のうち数試合をUSTREAMで配信する。
- イージースポーツ
- DAZN